# Rayart Pictures

## Historique

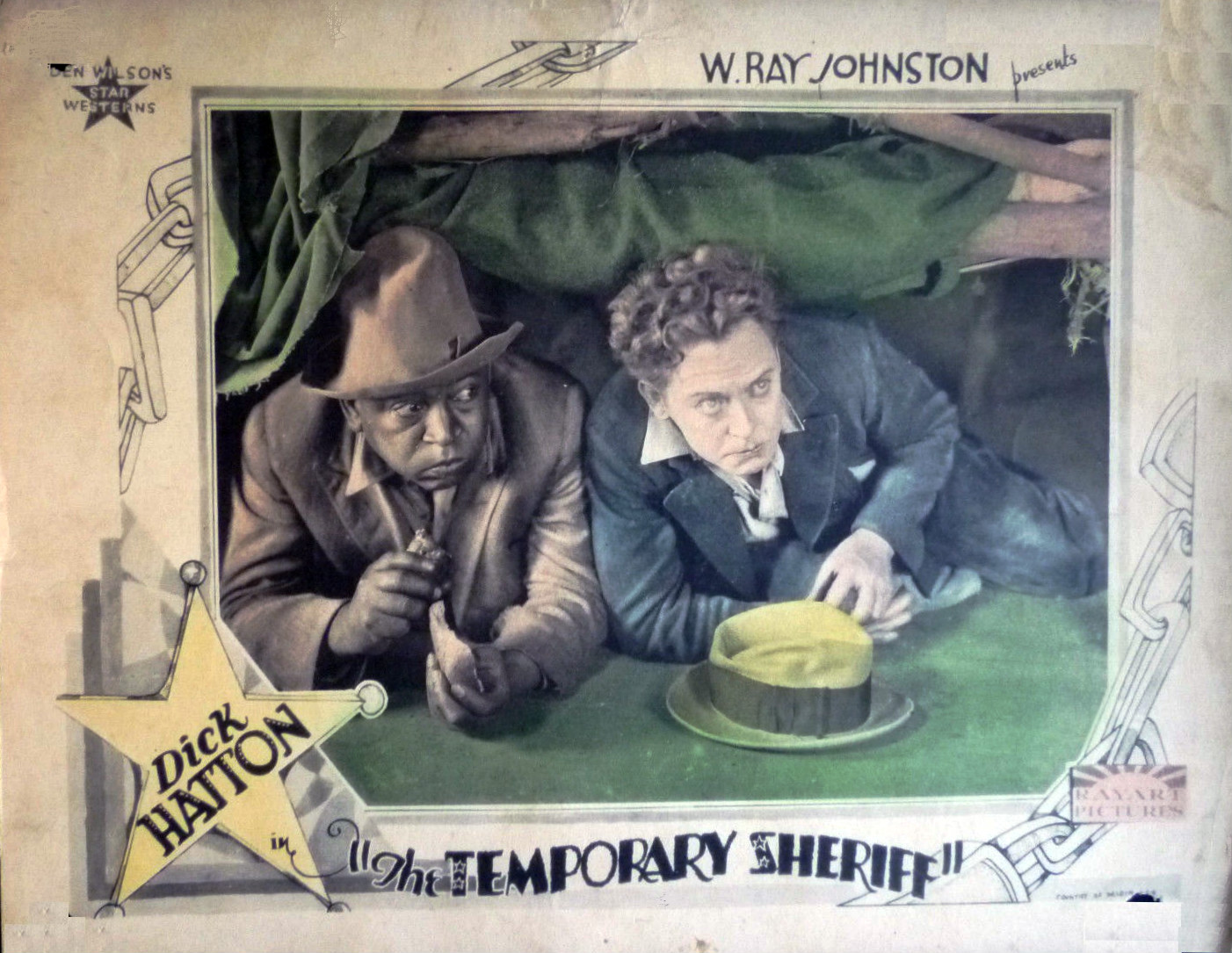
un des films de Rayart Pictures

Rayart Pictures est une des premières sociétés de production et de distribution opérant indépendamment des principaux studios d'Hollywood à la fin de la période du muet et au début du parlant. Elle a été créée par W. Ray Johnston en 1924 et, comme d'autres studios de Poverty Row, elle se trouvait à Gower Street à Hollywood.
Rayart fusionne en 1933 avec Sono Art Pictures pour créer Monogram Pictures.

## Filmographie
- 1925 : À toute vitesse (Super Speed) d'Albert S. Rogell
- 1929 : Two Sisters de Scott Pembroke